# Faux Cap Horn
Pour les articles homonymes, voir Horn.
Le Faux Cap Horn (en espagnol : Falso Cabo de Hornos) est le nom donné à l'extrémité méridionale de la péninsule Hardy, sur l'île Hoste à 35 milles (56 km) au nord-ouest du cap Horn, par 55° 43′ 37″ S, 68° 03′ 16″ O. Administrativement, le Faux Cap Horn fait partie de la commune de Cabo de Hornos dans la Province de l'Antarctique chilien, région de Magallanes et de l'Antarctique chilien au Chili.
Il doit son nom au fait qu'il était souvent confondu avec le cap Horn, du temps de la marine à voiles. Aux navigateurs qui l'abordaient par l'ouest sur la route des clippers, son apparence était similaire à celle du véritable cap Horn ; s'ils maintenaient le cap à l'est en croyant franchir ce dernier, ils allaient se jeter sur les îles Wollaston. Cette erreur fut la cause de plusieurs naufrages,.